# کاتلگو کای کولانیان-کسپول
کاتلگو کای کولانیان-کسپول (انگلیسی: Katlego Kai Kolanyane-Kesupile؛ زادهٔ ۰ ژانویهٔ ۱۹۸۸) خواننده-ترانه‌سرا اهل بوتسوانا است.